# Степанос I
Степанос I (*д/н —800) — князь північної частини Кавказької Албанії у 770—800 роках.

## Життєпис
Походив з династії Міхранідів. Син Гагіка II. Після смерті останнього 770 року стає князем Гардмана. Втім продовжив боротьбу проти Арабського халіфату. В цьому спирався на союз з Хозарським каганатом. Поступово зумів відновити владу над північною частиною (передгірною) Кавказької Албанії.
Разом з тим на півдні араби остаточно зміцнилися через переселення сюди мусульман. Тут остаточно утворилася халіфатська провінція Армінія (Арран). В свою чергу Степанос I приймав християн-албанців, що переселялися на північ. Ймовірно у 797 році сприяв хозарам у захоплені Дербенту та ліквідації Дербентського емірату. Помер у 800 році. Йому спадкував син Вараз Трдат II.